# جان شارپ (بازیگر)
جان شارپ (انگلیسی: John Sharp؛ ۵ اوت ۱۹۲۰ – ۲۶ نوامبر ۱۹۹۲) هنرپیشه اهل کشور بریتانیا بود. وی بین سال‌های ۱۹۴۹ تا ۱۹۹۱ میلادی فعالیت می‌کرد.

## قسمتی از فیلمشناسی
- نقشه شیطانی دکتر فومانچو
- برادر خورشید، خواهر ماه
- متصدی لباس
- بانی لیک گم شده
- مرد حصیری
- اتوبوس سفید